# Antonio Palazzi
Antonio Palazzi (Fano, 12 giugno 1936 – Vittorio Veneto, 9 maggio 2020) è stato un gastronomo e ristoratore italiano.
Viene ad oggi considerato "il Signore della ristorazione di Marca" e "Maestro dell'ospitalità", per la sua capacità di esaltare i piatti tipici della cucina veneta, cercando di fondere insieme tradizione e innovazione.

## Biografia
Nacque a Fano, nelle Marche, da una famiglia di contadini, dai quali imparò sin dai primi anni di gioventù il senso del dovere e del duro lavoro. Iniziò a lavorare all'età di 12 anni come meccanico di biciclette, per arrotondare lo stipendio dei genitori, che in quegli anni avevano grosse difficoltà economiche. Negli anni successivi, a causa dei sempre crescenti impegni lavorativi, decise di trasferirsi dapprima a Bologna, poi a Losanna, a Milano e infine a Montecatini Terme. Una tappa importante della carriera di Palazzi fu a Torino, dove lavorò come Capo Barman presso il "Moulin Rouge", noto locale torinese, e in seguito presso l’Hotel "Ambasciatori". Nel capoluogo piemontese conobbe Adriana Zigoni, opitergina, pure lei in Piemonte in cerca di lavoro, che diventò poi sua moglie e sua prima collaboratrice per tutta la vita.
La sua crescente notorietà di Barman lo portò a vincere due concorsi: il Concorso Nazionale AIBES del 1964 con il cocktail “Topless” e il Concorso Europeo del 1972 con il cocktail “Riviera ‘72”. Nell’hotel torinese dove Palazzi lavorava, era solita soggiornare la proprietaria della concessionaria FIAT di Vittorio Veneto. Fu proprio lei che, dopo aver conosciuto il giovane barman e averne intravisto le potenzialità, gli propose di prendere in gestione l’albergo che stava ultimando in centro a Vittorio Veneto, l’Hotel Terme. Nel 1974 accettò la sfida, cambiando vita e territorio. Gestì l’Hotel Terme fino al 2013; nel corso degli anni, l'hotel divenne uno dei punti di riferimento dell'ospitalità trevigiana e veneta, vedendo la presenza, tra gli altri, di Marcello Mastroianni, Laura Antonelli, Paolo Villaggio, Walter Chiari, Gino Bramieri, Loredana Bertè, Marco Tardelli, delle Gemelle Kessler, dei Pooh e del Bari Calcio.
Nel 2002 un noto imprenditore trevigiano, Massimo Colomban, decise di affidargli le redini del ristorante di Castelbrando, un castello medioevale nel comune di Cison di Valmarino, recentemente ristrutturato e dotato anche di hotel, sala congressi e SPA. Palazzi rimase a Castelbrando fino al 2008, per poi ritornarvi, nelle stesse vesti, tra il 2013 e il 2018. Nel marzo del 2018, a 81 anni, lasciò la gestione del ristorante e andò in pensione. Morì a 83 anni, a Vittorio Veneto, nel maggio del 2020. I funerali si svolsero presso la Pieve di Sant’Andrea di Bigonzo. Numerosi furono le condoglianze e gli attestati di stima e affetto arrivati ai familiari nei giorni successivi alla sua morte.

## Riconoscimenti
- 1969: Vincitore Concorso Europeo Barman
- 1972: Sanremo – Vincitore Concorso Nazionale AIBES
- 2018: Cison di Valmarino – "Premio alla carriera. Tonino, Signore della ristorazione"[8]